# La Pierre-qui-vire (Colombe-lès-Vesoul)

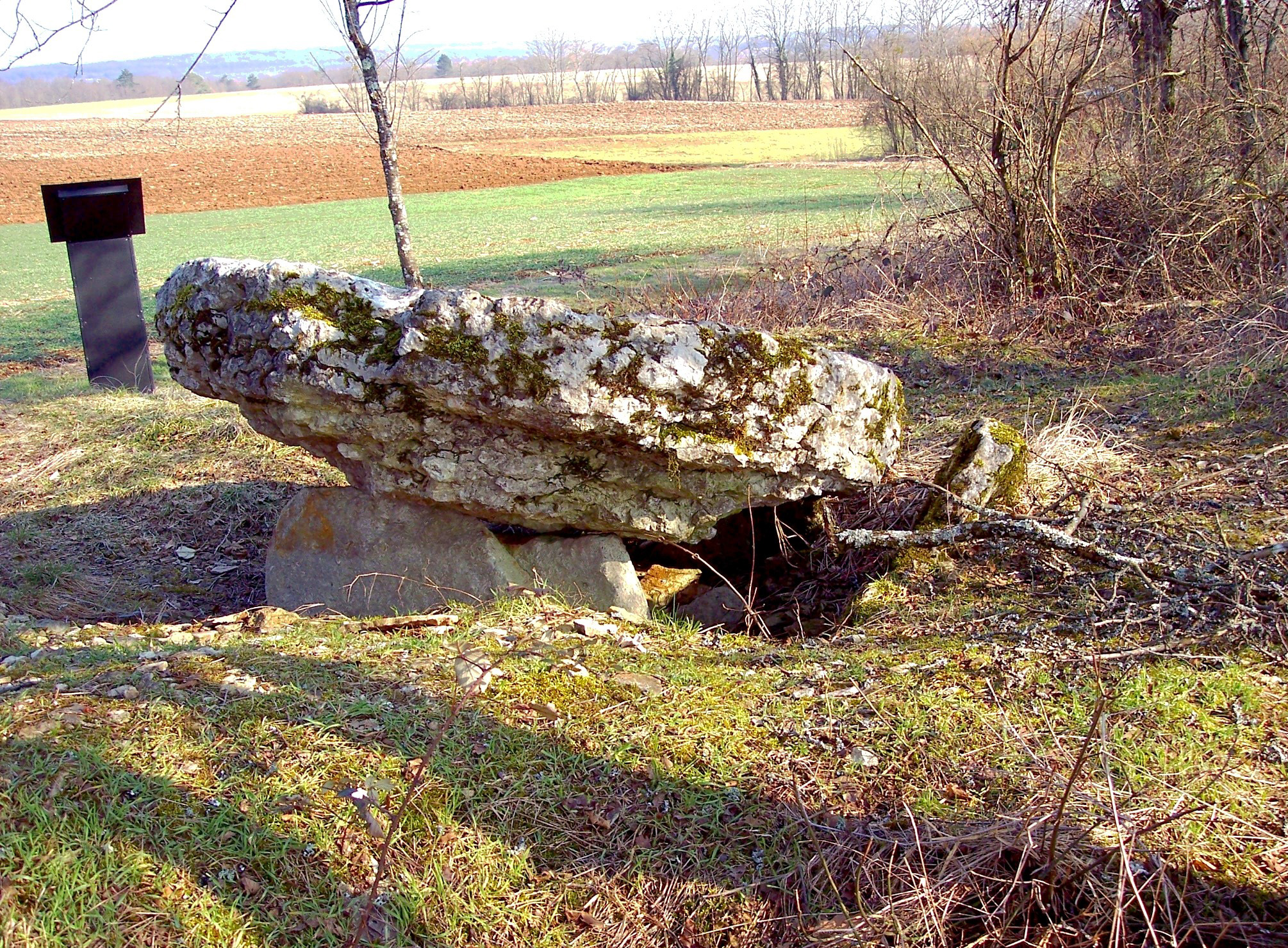
Dolmen La Pierre-qui-vire bei Colombe-lès-Vesoul

Der Dolmen La Pierre-qui-vire (deutsch der Stein, der sich dreht) liegt auf dem Gebiet der Gemeinde  Colombe-lès-Vesoul im französischen Département Haute-Saône und ist eines der 18 megalithischen Kulturdenkmale in der ehemaligen Region Franche-Comté. Dolmen ist in Frankreich der Oberbegriff für neolithische Megalithanlagen aller Art (siehe: Französische Nomenklatur).

## Beschreibung
Es handelt sich um die Reste eines jungsteinzeitlichen Dolmens aus dem 3. Jahrtausend v. Chr. Das Monument besteht aus einer quadratischen Kammer von 1,9 m Seitenlänge, die nach Nordosten öffnet. Die drei Tragsteine, die die Kammer begrenzen, ragen ungefähr 70 cm aus dem Boden. Der verrutschte Deckstein ist zu einem unbekannten Zeitpunkt rund gemacht worden; sein Durchmesser beträgt 1,9 m bei einer Dicke von 40 cm. 
Dank einer Aktion der Société d’agriculture, sciences et arts de Vesoul ist der Dolmen seit 1976 ein Monument historique.
Um den Dolmen rankt sich eine Legende, nach der sich der Deckstein alle hundert Jahre einmal um sich selbst dreht.